# Discografia de Gugudan
A discografia de gugudan, um grupo feminino sul-coreano, consiste em dois extended plays, dois singles, três trilhas sonoras e uma faixa colaborativa.

## Extended plays
| Título                   | Detalhes | Melhores posições | Melhores posições | Vendas      |
| Título                   | Detalhes | KOR               | TW                | Vendas      |
| ------------------------ | --- | ----------------- | ----------------- | ----------- |
| Act.1 The Little Mermaid | - Lançamento: 28 de junho de 2016 - Gravadora: Jellyfish Entertainment, CJ E&M - Formatos: CD, download digital     | 2                 | 8                 | - : 22,217+ |
| Act.2 Narcissus          | - Lançamento: 27 de fevereiro de 2017 - Gravadora: Jellyfish Entertainment, CJ E&M - Formatos: CD, download digital | 3                 | 9                 | - : 29,207+ |

## Singles
| Título                        | Ano  | Melhores posições | Vendas (DL) | Álbum                    |
| Título                        | Ano  | KOR               | Vendas (DL) | Álbum                    |
| ----------------------------- | ---- | ----------------- | ----------- | ------------------------ |
| "Wonderland"                  | 2016 | 35                | - : 55,887+ | Act.1 The Little Mermaid |
| "나 같은 애 (A Girl Like Me)" | 2017 | 38                | - : 70,060+ | Act.2 Narcissus          |

## Trilhas sonoras
| Título                                      | Ano  | Álbum                                  |
| ------------------------------------------- | ---- | -------------------------------------- |
| "사랑일 것 같더라 (Perhaps Love)"           | 2016 | Story About: Some, One Month Episode 1 |
| "이 순간을 믿을게 (Believe in This Moment)" | 2016 | School 2017 OST                        |
| "일기 (Diary) (2001 Remix Ver.)"            | 2017 | 20th Century Boy and Girl OST          |

## Colaborações
| Ano  | Título                  | Posilçao chart | Outros artistas(s)                                                         | Vendas      | Álbum                |
| Ano  | Título                  | KOR            | Outros artistas(s)                                                         | Vendas      | Álbum                |
| ---- | ----------------------- | -------------- | -------------------------------------------------------------------------- | ----------- | -------------------- |
| 2016 | "Falling" (니가 내려와) | 34             | Seo In-guk, VIXX, Park Yoon-ha, Park Jungah, Kim Gyusun, Kim Yewon e Jiyul | - : 64,663+ | Jelly Christmas 2016 |